# Parapleurotheciopsis ilicina
Parapleurotheciopsis ilicina är en svampart som beskrevs av P.M. Kirk 1982. Parapleurotheciopsis ilicina ingår i släktet Parapleurotheciopsis, divisionen sporsäcksvampar och riket svampar.   Inga underarter finns listade i Catalogue of Life.